# Campodorus tenebrosus
Campodorus tenebrosus är en stekelart som först beskrevs av Per Abraham Roman 1909.  Campodorus tenebrosus ingår i släktet Campodorus och familjen brokparasitsteklar. Arten är reproducerande i Sverige. Inga underarter finns listade.